# Antonio María Javierre Ortas
Antonio María kardinál Javierre Ortas (21. února 1921 Sietano – 1. února 2007 Řím) byl španělský římskokatolický kněz, salesián, vysoký úředník římské kurie, kardinál.

## Kněz a biskup
Vstoupil do kongregace salesiánů, první sliby složil v roce 1940. Studoval v řádových vzdělávacích institucích v Saragose, Barceloně, Geroně a Salamance. Doplnil si studie v Římě a Lovani (zde obhájil doktorát z teologie). Kněžské svěcení přijal 24. dubna 1949. Od roku 1951 přednášel na Papežské salesiánské univerzitě v Turíně, později přesídlené do Říma. V letech 1959 až 1971 zde byl děkanem fakulty teologie a v letech 1971 až 1979 rektorem této školy. Jako expert španělského episkopátu se účastnil zasedání Druhého vatikánského koncilu, účastnil se řady mezinárodních teologických kongresů.
V květnu 1976 byl jmenován titulárním arcibiskupem a sekretářem Kongregace pro katolickou výchovu, biskupské svěcení mu udělil 29. června 1976 v Huesce kardinál Vicente Enrique y Tarancón, arcibiskup Madridu.

## Kardinál
Při konzistoři 28. června 1988 ho papež Jan Pavel II. jmenoval kardinálem. O měsíc později se stal knihovníkem a archivářem Římskokatolické církve, vystřídal ve funkci kardinála Alfonse Maria Sticklera. V lednu 1992 se stal prefektem Kongregace pro bohoslužbu a svátosti. Po dosažení kanonického věku odešel v červnu 1996 na odpočinek.